# Miguel Burnier
Miguel Burnier é um distrito do município brasileiro de Ouro Preto, no interior do estado de Minas Gerais. Segundo o censo demográfico de 2022, realizado pelo Instituto Brasileiro de Geografia e Estatística (IBGE), sua população era de 643 habitantes e havia 229 domicílios particulares permanentes ocupados. Possui área de 196,45 km² conforme a Fundação João Pinheiro (FJP). Foi criado pela lei estadual nº 56 de 30 de agosto de 1911.
Está distante 40 km da sede, a uma altitude média de 1172 metros. 

## História
Nos primordios da ocupação colonial a localidade era conhecida como Região do Rodeio, contando, inclusive, nos registros de André João Antonil. Era uma localidade composta por fazendas e mineradores de ouro. A mineração desenvolveu-se, principalmente, nas áreas de depressão do terreno, chamadas de caldeirões.
A partir da década de 1880, a região começou a ganhar uma nova dinâmica. A inauguração da Estação Ferroviária de Miguel Burnier deu-se no dia 17 de junho de 1884 e o nome foi uma homenagem ao diretor da Estrada de Ferro Dom Pedro II naquele ano, o engenheiro Miguel Noel Nascentes Burnier.
No início do século XX, o comendador Carlos Wigg comprou a maioria das terras do distrito e, em 1893, implantou uma usina de produção de ferro. A mulher do comendador mandou erguer a igreja de Nossa Senhora Auxiliadora de Calastróis que, em 16 de julho de 1918, foi instituída como paróquia. A elevação da localidade a distrito ocorreu em 1911. Em 8 de outubro de 1929, foi determinado que a sede do distrito seria São Julião, povoado da usina, onde se erguia a Capela de São Julião. Somente em 17 de dezembro de 1948 que, por força da lei nº 336, o distrito passou a se chamar Miguel Burnier.
Ainda neste período se instalam na região as irmãs da Beneficência Popular do Coração de Jesus que solicitaram a mulher do Comendador a construção de uma nova igreja. O pedido é atendido e, em 1934 é inaugurado o novo templo em homenagem ao Sagrado Coração de Jesus. No mesmo ano, a capelinha de São Julião foi demolida e a imagem do santo foi levada para a igreja. Em 1946, é construído pelas irmãs o Orfanato Monsenhor Horta.

## Degradação ambiental e cultural
Com a chegada da Gerdau Açominas, no início dos anos 2000, o distrito vem experimentando um acelerado processo de êxodo populacional, além da degradação de seus recursos naturais. Os danos ambientais vão além das construções de barragens, no processo de mineração de ferro, por exemplo, as águas são retiradas, o que tem gerado um rebaixamento do lençol freático, secando córregos e nascentes da região.
Ocorre também diversos danos ao patrimônio histórico da localidade. Obras antigas e sacras foram furtadas e estruturas destruídas. Com o êxodo populacional, o distrito também tem perdido seu patrimônio cultural imaterial.